# 마리나 베르티
마리나 베르티(Marina Berti, 1924년 9월 29일 ~ 2002년 10월 28일)는 잉글랜드 태생 이탈리아의 배우이다.

## 출연 작품
- 베니스의 사랑 (1992)
- 잃어버린 휴가 (1985)
- 나자렛 예수 (1977)
- 나이트 트레인 머더스 (1975)
- 모세 (1975)
- 트레 넬 밀 (1971)
- 세이프티 캐치 (1970)
- 칼리파 부인 (1970)
- 이프 이츠 튜즈데이 (1969)
- 현대의 영웅 (1960)
- 시바의 여왕 (1952)
- 업 프론트 (1951)
- 쿼바디스 (1951)
- 더 스카이 이즈 레드 (1950)
- 엑소더스 (1949)
- 여우들의 왕자 (1949)